# Andrićgrad

Andrićgrad, också kallad Kamengrad (serbiska: Каменград, svenska: Stenstaden) är ett pågående byggprojekt i Višegrad i Republika Srpska, Bosnien Hercegovina. Stadsdelen har uppkallats efter nobelpristagaren Ivo Andrić och är ett samarbetsprojekt mellan Republika Srpskas regering och den serbiska regissören Emir Kusturica. Byggandet började den 28 juni 2011 och kommer att vara klart 2014. Kamengrad ligger bara några kilometer från Kusturicas första byggprojekt Drvengrad som ligger på andra sidan gränsen i Serbien.

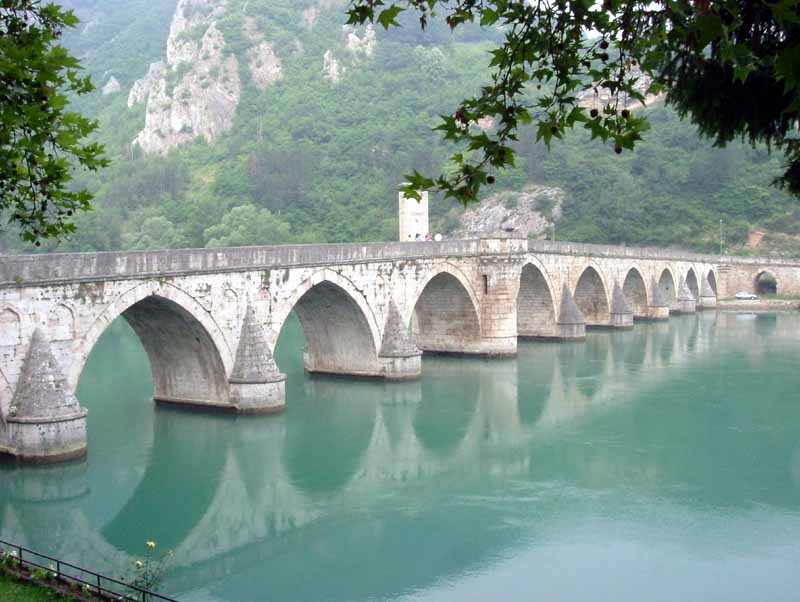
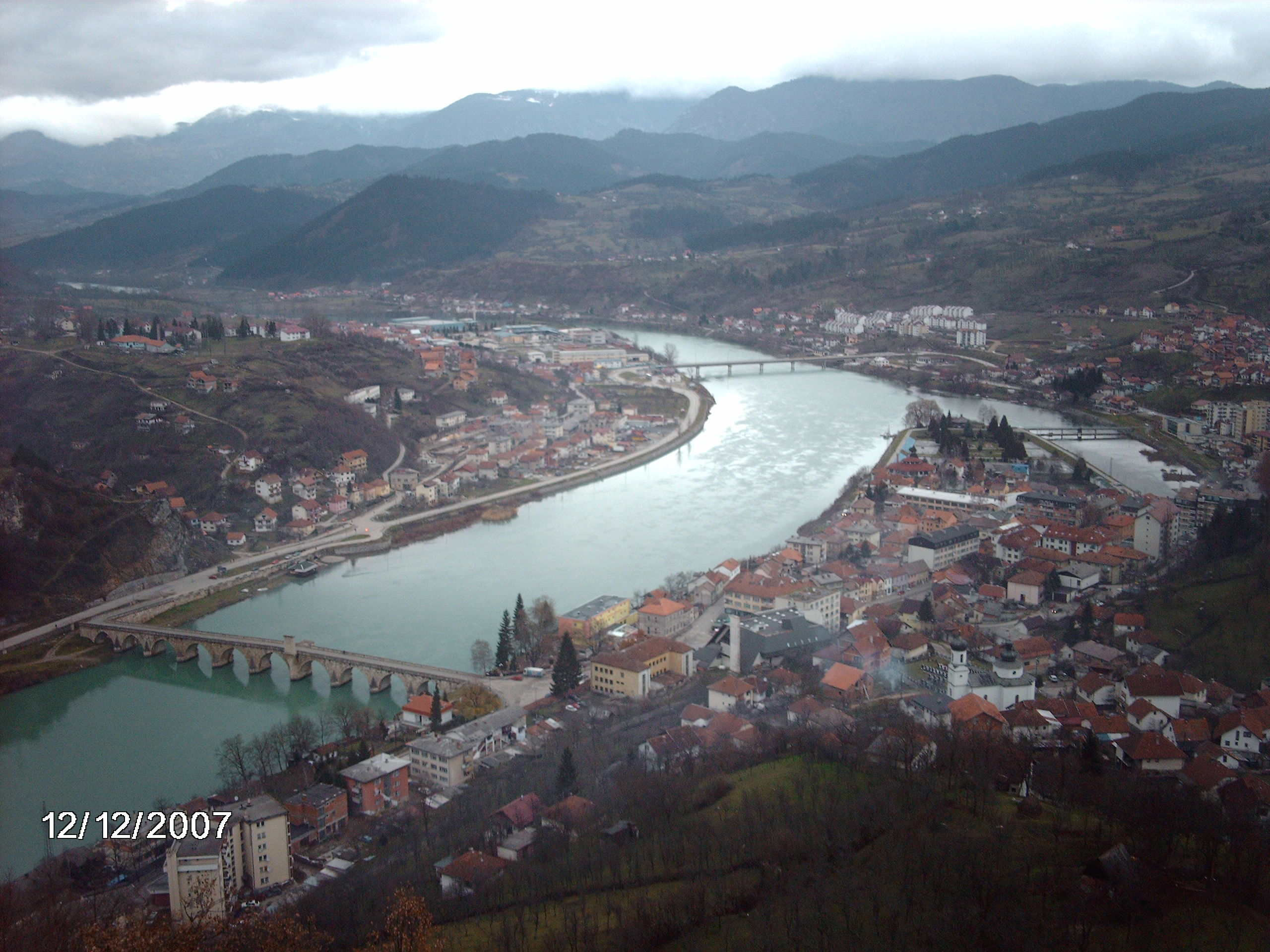